# Mortonia hidalgensis
Mortonia hidalgensis är en benvedsväxtart som beskrevs av Standl. Mortonia hidalgensis ingår i släktet Mortonia och familjen Celastraceae. Inga underarter finns listade.